# مسجد الإجابة (المدينة المنورة)

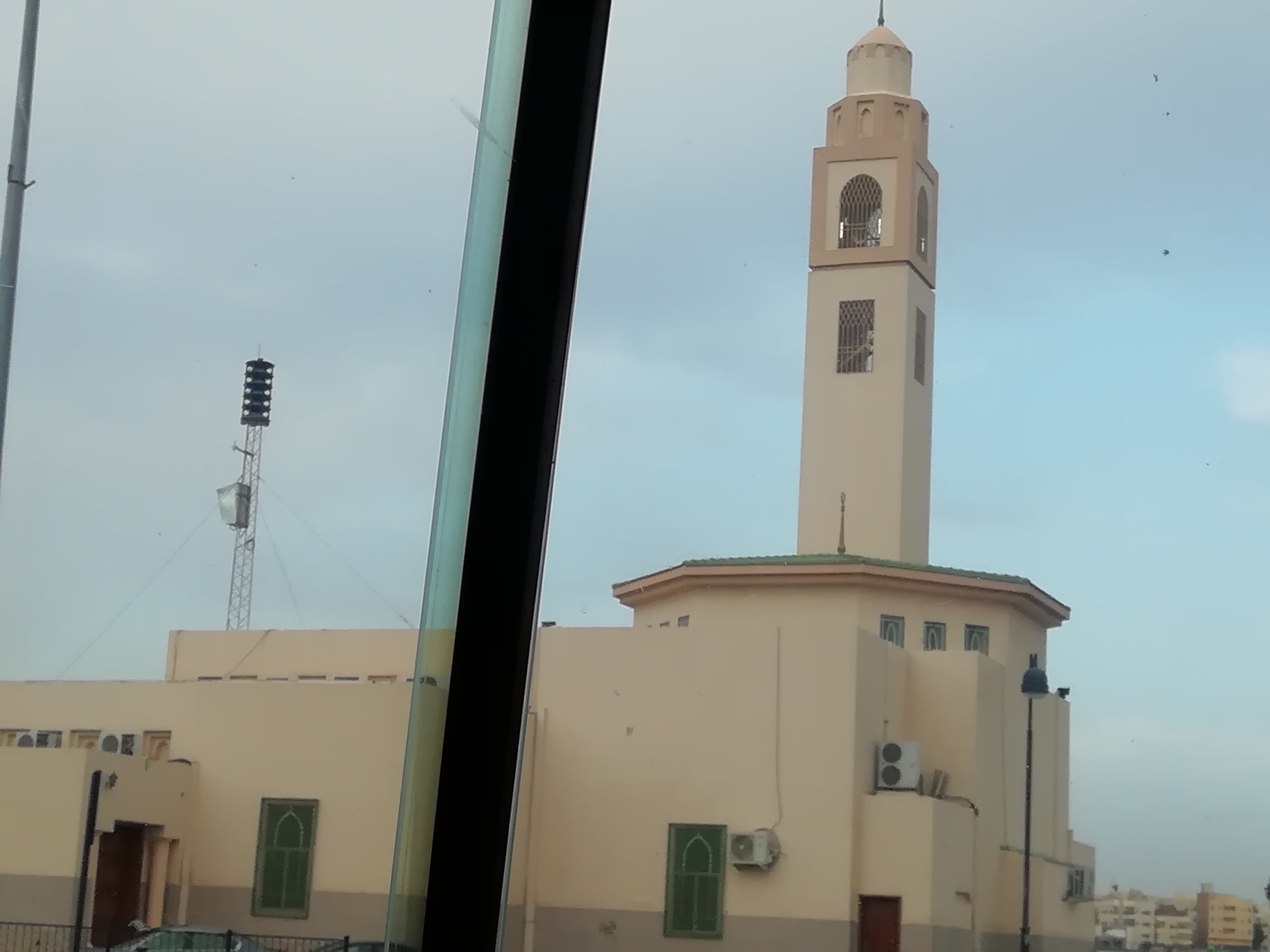
مسجد بني معاوية أو مسجد الإجابة بالمدينة المنورة

مَسجد الإجابة، يقع بالمدينة المنورة ويعرف أيضا باسم (مسجد بني معاوية) أو (مسجد المباهلة) بني في عهد الرسول ﷺ وهو لبني معاوية بن مالك بن عوف من الأوس.

## موقعه
يقع مَسجد الإجابة على بُعد (385) متراً إلى الشمال من البقيع، في شارع (السّتين)، ولا يَبعد عن المَسجد النّبويّ بعد توسيعه إلاّ (580) متراً فقط.
يقع هذا المسجد إلى الشمال الشرقي من المسجد النبوي، ويبعد عنه بمسافة تقدر بستمائة وخمسين متراً. وجاء في كتاب معالم مكة والمدينة: يقع هذا المسجد في شمالي البقيع على يسار السالك إلى (العريض) فوق تلال هي آثار قرية بني معاوية بن مالك بن عوف من الأوس وهو مسجدهم، وبهم يسمى اليوم.

## تسمية المسجد
- مسجد الإجابة: اشتهر هذا المسجد بهذا الاسم - يعني الإجابة - لحادثة رواها مسلم في صحيحه حيث قال: روي ان رسول الله ﷺ أقبل ذات يوم من العالية حتى مرّ بمسجد بني معاوية دخل فركع فيه ركعتين، وصلينا معه، ودعا ربّه طويلاً، ثم انصرف الينا، فقال: سألت ربّي ثلاثاً، فاعطاني اثنتين ومنعني واحدة، سألته ان لا يهلك أمتي بالسّنة (الجدب، وهو انقطاع المطر) فأعطانيها، وسألته أن لا يهلك أمتي بالفرق (الفزع، كما في المنجد ص 579) فأعطانيها، وسألته أن لا يجعل بأسهم بينهم فمنعنيها [3].
- مسجد المباهلة: وقال ابن هشام: قيل ان المباهلة بين النبي ﷺ، ووفد نصارى نجران وقعت في هذا المسجد، فسمي بمسجد المباهلة.
- مسجد بني معاوية وهو لبني معاوية بن مالك بن عوف من الأوس ففي صحيح مسلم من حديث عامر بن سعد عن أبيه إن رسول الله ﷺ أقبل ذات يوم من العالية إذا مر بمسجد بني معاوية دخل؛ فركع ركعتين وصلينا معه ودعا ربه طويلا ثم انصرف إلينا فقال سألت ربي ثلاثا فأعطاني اثنتين ومنعني واحدة سألته أن لا يهلك أمتي بالسنة فأعطانيها وسألته أن لا يهلك أمتي بالغرق فأعطانيها وسألته أن لا يجعل بأسهم بينهم فمنعنيها.[2]

## الرسول والمسجد
ولأبن شبة بسند جيد وهو في الموطأ عن عبد الله بن عبد الله بن جابر بن عتيك قال جاءنا عبد الله بن عمر في بني معاوية وهي قرية من قرى الأنصار فقال تدرون أين صلى رسول الله ﷺ في مسجدكم هذا فقلت نعم وأشرت له إلى ناحية منه قال تدرون ما الثلاث التي دعا بهن فيه قلت نعم قال فأخبرني قلت دعا أن لا يظهر عليهم عدوّ من غيرهم وأن لا يهلكهم بالسنين فأعطيهما ودعا بأن لا يجعل بأسهم بينهم فمنعها قال صقت فلن يزال لبهرج إلى يوم القيامة.
وعن سعد بن أبي وقاص أنه كان مع النبي ﷺ فمر بمسجد بني معاوية فدخل فركع فيه ركعتين ثم قام فناجى ربه ثم أنصرف قال أبو غسان قال محمد بن طلحة بلغني أن النبي ﷺ صلى في مسجد بني معاوية على يمين المحراب نحوا من ذراعين قلت فيتحرّ ذلك مع الدعاء كما قال ابن النجار وفي هذا المسجد أسطواني قائمة ومحراب مليح وباقية خراب قلت قد رمم بعد وهو شمالي البقيع على يسار السالك إلى العريضي وسط تلول هي آثار قرية بني معاوية وذرعه من المشرق إلى المغرب نحو خمس وعشرين ذراعا ومن القبلة إلى الشام نحو العشرين.
وعَنْ جَبْرِ بن عَتِيكٍ، قَالَ: " سَأَلَ رسول الله ﷺ فِي مَسْجِدِ بني مُعَأوِيَةَ ثَلاثًا فَأُعْطِيَ اثْنَتَيْنِ وَمَنَعَهُ وَاحِدَةً، سَأَلَهُ أَنْ لا يُهْلِكَ أُمَّتَهُ جُوعًا وَلا يُظْهِرَ عَلَيْهِمْ عَدُوًّا فَأُعْطِيَهَا، وَسَأَلَهُ أَنْ لا يَجْعَلَ بَأْسَهُمْ بَيْنَهُمْ فَمُنِعَهَا ".، رواه الطبراني وفيه جابر الجعفي وهو ضعيف.
و عن ثوبان قال: قال النبي ﷺ: «إنّ الله زوى لي الأرض، فرأيت مشارقها ومغاربها، وإن ملك أمّتي سيبلغ ما زوي لي منها، وأعطيت الكنزين الأحمر والأبيض، وإنّي سألت ربّي لأمّتي أن لا يهلكها بسنة بعامّة، وأن لا يسلّط عليهم عدوّاً من سوى أنفسهم فيستبيح بيضتهم، وإنّ ربّي قال لي: يا محمد إنّي إذا قضيت قضاء فإنّه لا يردّ، وإنّي أعطيتك لأمّتك أن لا أهلكهم بسنة بعامّة، وأن لا أسلط عليهم عدوّاً من سوى أنفسهم فيستبيح بيضتهم، ولو اجتمع من بين أقطارها حتى يكون بعضهم يسبي بعضاً، وبعضهم يقتل بعضاً».
ولقد صلى النبي ﷺ فيه فعن عبد الله بن عتيك أنّه قال: جاءنا عبد الله بن عمر في بَني مُعاوية، وهي قرية من قرى الأنصار، فقال: هل تدرون أين صلّى رسول الله ﷺ من مَسجدكم هذا؟ فقلتُ: نعم، وأشرتُ له إلى ناحية منه. فقال: هل تدري ما الثلاث التي دعا بهنّ فيه؟ فقلتُ: نعم، قال: فأخبرني بهنّ. فقلتُ: دعا بأن لا يظهر عليهم عدوّاً من غيرهم ولا يُهلكهم بالسّنين فأعطاها، ودعا بأن لا يجعل بأسهم بينهم فمَنعنيها. قال: صدقت. قال ابن عمر: فلن يزال الهرج إلى يوم القيامة.

## مَسجد الإجابة في التاريخ
تبيّن من الأحاديث أنّ هذا المَسجد واحد من المساجد التي تمّ بناؤها في حياة النبي ﷺ على يَد قبيلة (بَني مُعاوية)، وعند مروره ﷺبالمَسجد، دَخله وصلّى فيه وهناك دعا ربّه.
وتُفيد المصادر التأريخية كذلك بأنّه، وبعد رَحيل رسول الله ﷺ، ظلّ مَسجد الإجابة ولعدّة قرون كما كان في زَمن رسول الله ﷺ يحمل نَفس الاسم، وهو (الإجابة) و (بَني مُعاوية) وهو ما بقي مَعروفاً به.
وقد أورده ابن شبة (المتوفى عام 262هـ) ضمن المساجد التي صلى فيها الرسول
أما في القرن السابع:
يتبيّن من كلام ابن النجّار (المتوفى سنة 643 هـ)، أنّ المسجد المذكور كان قد تعرّض للدّمار في حياته، وتهدّم بعض جوانبه، حيث يقول: ومَسجدان قريبان من البقيع، أحدهما يُعرَف بـ (مَسجد الإجابة)، وفيه اسطوانات قائمة ومحراب مَليح وباقيه خراب، وآخر يُعرَف بـ (مَسجد البَغلة).
ويُستفاد من كلام المطريّ (المتوفى سنة 741 هـ) أنّه وبعد انقضاء قرن من الزّمان ظلّ المسجد المذكور على حاله من الخراب حتى في حياته هو، بل ولم يأت ذِكر الاسطوانات والمحراب الذين أشار إليهما ابن النجّار الذي عاش قبل المطريّ بقرن، ولم يبقَ من مساكن (بَني مُعاوية) ومنها (مَسجد الإجابة) إلا تلّ من التراب لا غير، «ويُعرَف هذا المسجد بمَسجد الإجابة وهو شماليّ البقيع مع يسار الطريق السالك إلى العُريض وسط تلول، وهي آثار قرية لبَني مُعاوية وهو اليوم خرابآ.
وبقي المسجد على حاله كما وصفه المطري حتى بدايات القرن التاسع الهجري، وذكر ذلك المراغي (المتوفى عام 816هـ)، وتحدث عن المسجد الفيروز آبادي (المتوفى عام 817هـ) والخوارزمي (المتوفى عام 827هـ)، والمكي (المتوفى عام 854) وجميع هؤلاء كرروا كلام المطري. ويتبيّن من ذلك بقاء (مَسجد الإجابة) على ما كان عليه من الخراب حتى القرن التاسع.
أمّا السمهودي (المتوفى سنة 911 هـ) فيُشير إلى تعمير المَسجد المذكور وترميمه في أواخر القرن التاسع باسم (مَسجد الإجابة)، حيث قال: «وهو أحد المَسجديْن الذين أشار إليهما ابن النجّار ورآهما في حال الخراب في حياته، لكن لم يبق اليوم أثر للاسطوانات التي كانت موجودة داخل المَسجد والتي ذكرها ابن النجّار في كتابه، إلاّ أنّه تمّ تعمير المَسجد من جديدا»
ويُضيف السمهودي قائلاً: «لقد قُمتُ بنفسي بقياس مساحة المَسجد: فمن الشرق إلى جهة الغرب خمساً وعشرين ذراعاً، ومن جهة القبلة إلى جهة الشمال عشرين ذراعاً»
" وقال محمد كبريت الحسيني (المتوفى 1070هـ) أما مسجد الإجابة فهو لبني معاوية في شمال البقيع على يسار السالك إلى العريض وسط تلول". وتحدث عنه أبو سالم العياشي في رحلته سنة 1073هـ/1662م. وقال أحمد العباسي (المتوفى في القرن الحادي عشر الهجري) ومسجد الإجابة شمالي البقيع وذرعته وهو غير مسقف وإنما هو أربعة جدران ومحراب كبير، من الشرق إلى الغرب خمسة وعشرون ذراعاص ومن القبلة إلى الشام نحو العشرين، وحواليه آثار قرية بني معاوية ".
ويذكر العيّاشي: أنّ البناء الخَرِب حالياً يُشير إلى وجود محراب وقبّة في المَسجد المذكور، حتى شملت العناية الإلهية مؤخراً أحوال الساكنين حوله واُعيدَ بناؤه من جديد بما يليق به، حيث يضمّ البناء الجديد منارة جميلة مُشرفة على أطرافه.
وقامت وزارة الأوقاف في المملكة العربية السعوديّة قامَت بهَدمه عام (1418 هـ) في عهد الملك فهد، وأقامَت مكانه بناءً جميلاً أوسعَ من ذي قبل وليس هو مسجد المباهلة وإنما هذا من الخطأ الذي لا صحة فيه